# Perizoma foxi
Perizoma foxi là một loài bướm đêm trong họ Geometridae.